# Jörn Svensson
Jörn Svensson, född 13 februari 1936 i Frederiksberg i Danmark, död 12 november 2021 i Östersund, var en svensk politiker (vänsterpartist) och författare.

## Biografi
Svensson inledde sin politiska karriär inom Sveriges socialdemokratiska arbetarparti men lämnade partiet 1966 för att gå över till Sveriges Kommunistiska Parti (från 1967 Vänsterpartiet kommunisterna). Han var riksdagsledamot 1971–1988, ledamot av partistyrelsen 1967–1990 och ordförande i partiets verkställande utskott 1987–1989. Svensson var kritisk till vad han såg som en ”avideologisering” av partiet under Lars Werners ledning och försökte få denne avsatt som partiordförande. När han misslyckades med detta lämnade han för en tid politiken. Han återkom 1995 som kandidat för Vänsterpartiet i valet till Europaparlamentet och blev invald för perioden 1995–1999.
Jörn Svensson engagerade sig tidigt i homosexuellas rättigheter. Han lade flera riksdagsmotioner på området, bland annat en 1973 om könsneutral samlevnadslagstiftning, och talade i slutet av 1970-talet på Homosexuella frigörelseveckan, som enda rikspolitiker. I Jonas Gardells roman Torka aldrig tårar utan handskar, om 1980-talets hivepidemi, beskrivs Svensson som ”den ende riksdagsman som någonsin brytt sig om homosexuella och som år efter år oförtröttligt skriver motioner i frågan och ställer ansvariga ministrar till svars”.
I skriften Du ska ta ledningen och makten, som utkom första gången 1974, resonerar Svensson kring frågor som ”Vad innebär en övergång till socialismen i Sverige? Hur kan den förverkligas? Hur kommer den att förändra människors dagliga liv?”. Bland annat skrev han: ”i det socialistiska Sverige [skulle det] vara olagligt att väcka frågan om inskränkning eller raserande av det beslutssystem socialismen byggt upp och om ersättande av detta med ett beslutssystem i kapitalistiska former [...] Det skall tvärtom ankomma på den socialistiska statsmakten att med tillgängliga maktmedel  bekämpa sådana försök”.
I boken Vägen till det fjärde riket från 1963 ger han en kritisk bild av Västtyskland, som han utmålar som arvtagare till det nazistiska tredje riket.
Förutom politiska skrifter har han skrivit Anna Johansdotters död: ett småländskt morddrama (1981), som handlar om ett verkligt mordfall. Boken fick Svenska Deckarakademins pris för årets bästa fackbok om brott.

## Privatliv
Svensson blev 1985 sambo med Margareta Winberg. De gifte sig 2008.

## Eftermäle
Sedan 2012 delar Vänsterpartiet årligen ut Jörn Svensson-priset till "enskilda personer eller organisationer som arbetat för HBTQ-personers rättigheter i Jörn Svenssons anda".

## Biografi
- Kjell E. Johanson (red.), Nic Grönvall, Peter Swedenmark, Margareta Winberg, Nils Erik Wååg: Reformer, välfärd, trygghet: Jörn Svensson 60 år, Carlsson, 1996